# Петропавловская церковь (Норья)
Церковь Святых Первоверховных Апостолов Петра и Павла — православный храм в селе Норья Удмуртской республики на территории Мало-Дивеевского Серафимовского монастыря. Принадлежит к Малопургинскому благочинию Сарапульской епархии Ижевской митрополии.

## История прихода церкви
Приход села Большая Норья открыт по определению Священного Синода в 1841 году. В состав нового прихода вошли селения ранее входившие в приходы сёл Пуже-Уча и Юски: село Большая Норья, деревни Якшур-Норья, Старый Постол, Верхний Постол, Кулай-Норья, Верхняя Лудзя и починки Средний Постол, Сизяшур-Норья, Кочур-Норья, Вишур-Норья, Пычас, Старый Женвай, Верхний Женвай и Сылешур-Норья. Строительство деревянной церкви завершено в 1843 году и в том же году она освящена во честь Святых Первоверховных Апостолов Петра и Павла.
По указу Вятской духовной консистории в 1889 году начато строительство каменного храма, церковь строилась на проценты с капитала купца Фёдора Григорьевича Чернова. Храм построен в 1893 году и имел три престола:
- главный, во имя Святых Апостолов Петра и Павла — освящён 18 ноября 1893 года
- левый, в честь Покрова Пресвятой Богородицы — освящён 23 сентября 1897 года
- правый, во имя Богоявления Господня

В 1940 году указом Президиума Верховного Совета УАССР Петропавловская церковь была закрыта, её здание передано под клуб. В 1990-е годы храм возвращён верующим.

## Мало-Дивеевский Серафимовский женский монастырь
По постановлению Священного Синода от 10 октября 1996 года при Свято-Александро-Невской церкви села Русский Пычас был открыт женский монастырь. В 2003 году по прошению Архиепископа Ижевского и Удмуртского Николая, Священный Синод постановил перевести Мало-Дивеевский Серафимовский женский монастырь села Русский Пычас в село Норья и преобразовать приход Святых Первоверховных Апостолов Петра и Павла села Норья в Мало-Дивеевский Серафимовский женский монастырь при храме Святых Первоверховных Апостолов Петра и Павла. У местных крестьян были выкуплены земли около храма, на которых были построены келейный корпус и хозяйственные постройки. К 2009 году в штате монастыря числились 3 священника, 9 монахинь и 6 послушниц.

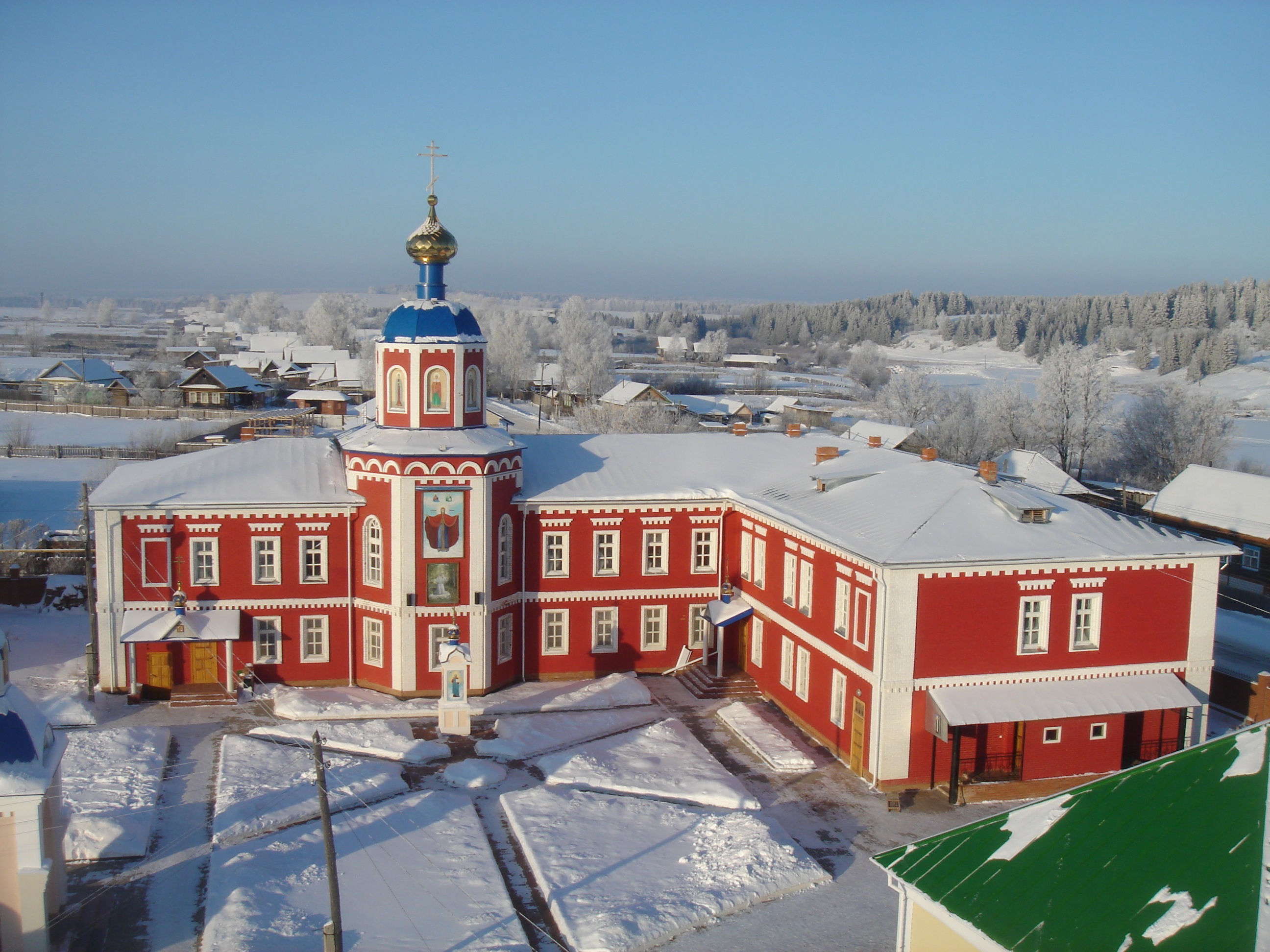
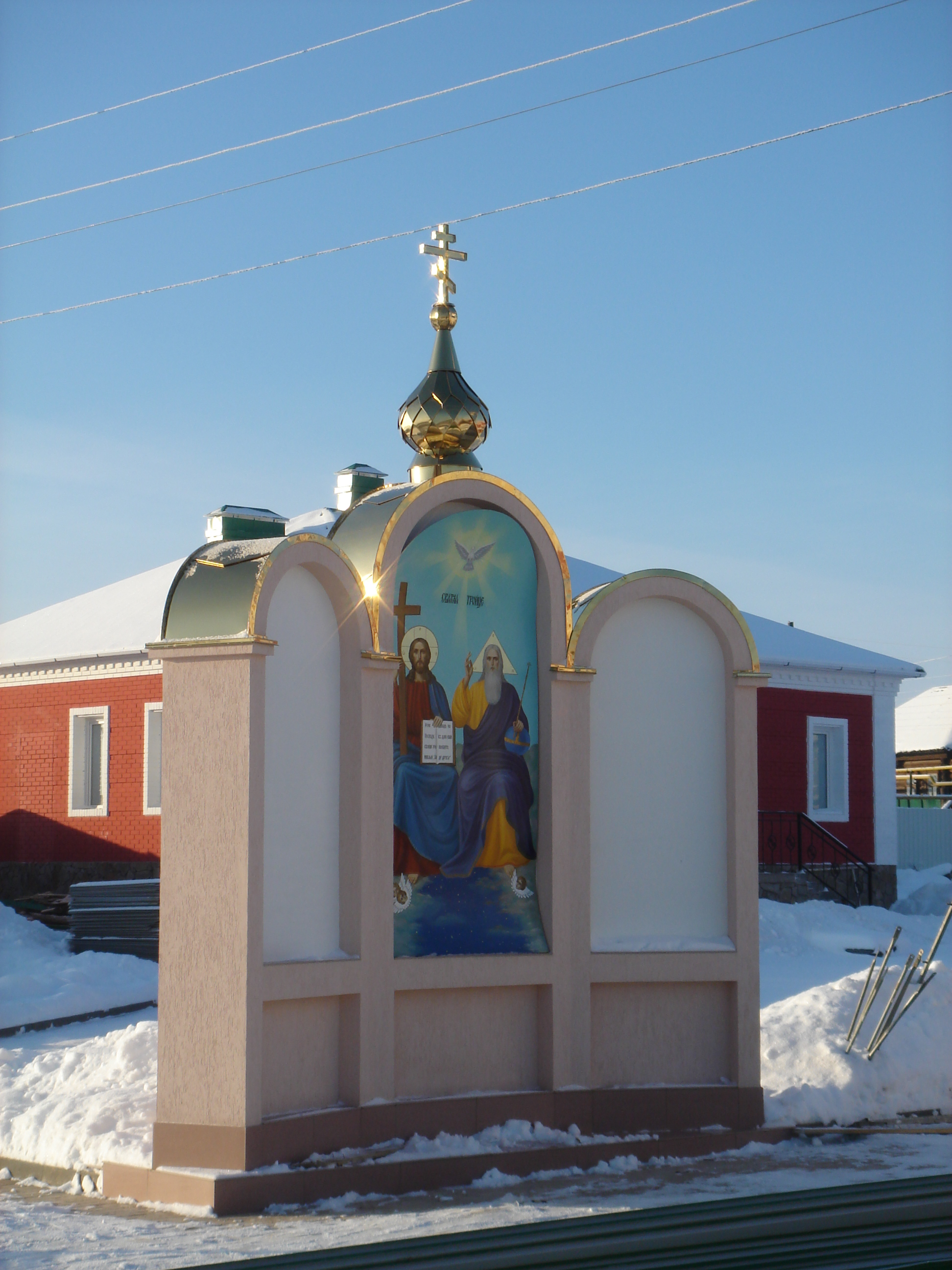
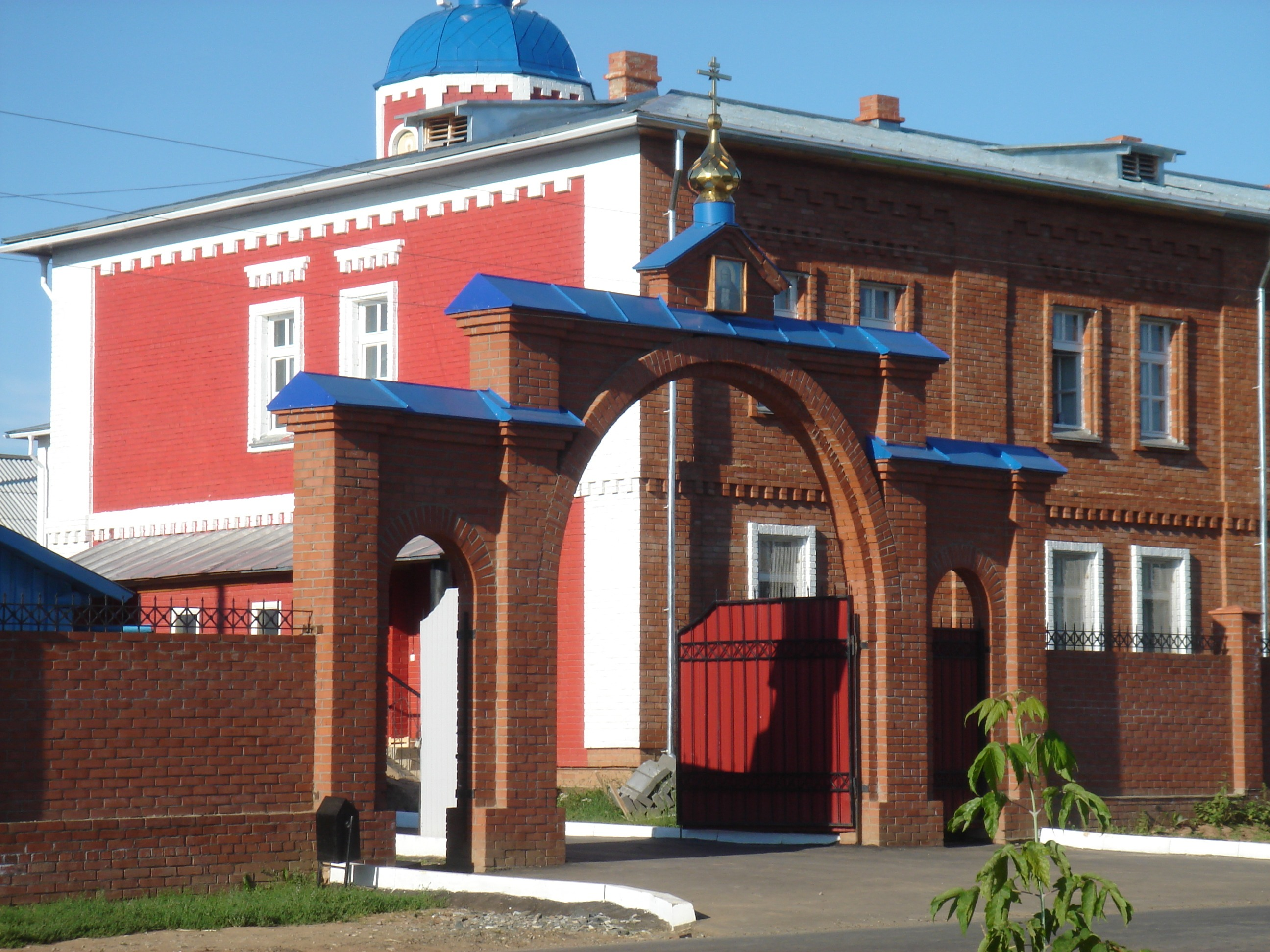
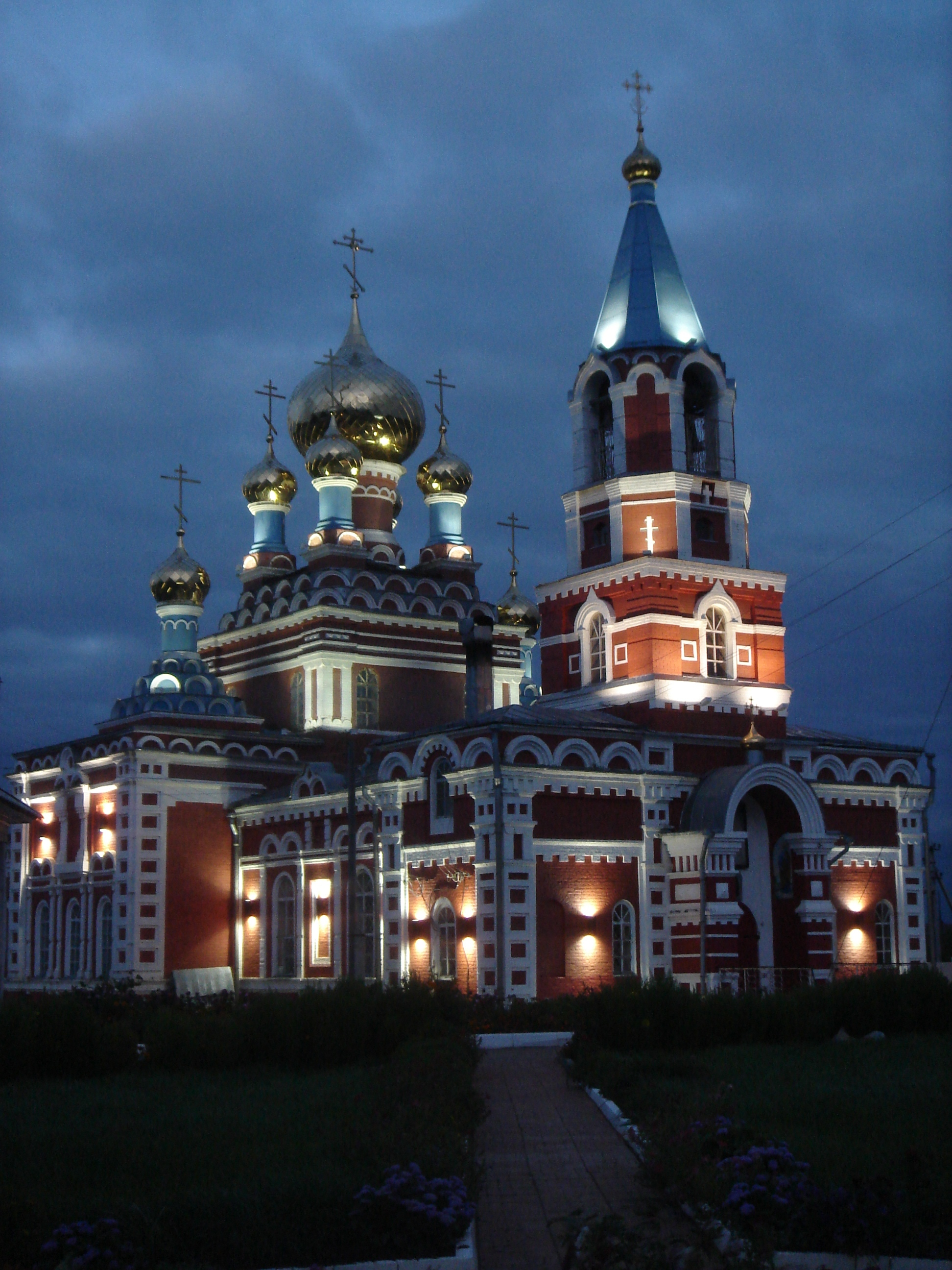

## Святыни
В Петропавловском храме монастыря находятся святыни, попавшие в монастырь благодаря Митрополиту Николаю:
- Чудотворная, мироточивая икона Божией Матери «Тихвинская»
- Копия иконы преподобного Серафима Саровского с частицей его мощей
- Икона именуемая «Кремлёвская» из Собора Московского Кремля.
- Частица Древа Креста Господня
- Частица камня Голгофы
- Частица мантии Спиридона Тримифунтского
- Частица мощей Максима Сербского
- Частица гроба Тихона Задонского
- Частица одеяния Афанасия Афонского
- Частица гроба святителя Гермогена Московского
- Частица мощей святителя Григория Богослова
- Частица мощей мученика Ореста
- Частица мощей великомученицы Варвары
- Частица мощей Иоанна Тобольского
- Частица мощей Саввы Освященного
- Частица мощей великомученика и целителя Пантелеймона
- Частица мощей святаго праведного Феодора Ушакова, адмирала флота Российского
- Частица мощей Феодора Санаксарского
- Частицы мощей святых Киево-Печерской лавры: Преп. Афанасий, преп. Лука, преп. Сисой, преп. Лаврентий, преп. Иссакай, преп. Павел, преп. Меркурий, преп. Тит, преп. Ахилла, преп. Феодор, преп. Лонгин, преп. Евфимий.